# Sub Cetate, Harghita
Sub Cetate (maghiară Zeteváralja) este un sat în comuna Zetea din județul Harghita, Transilvania, România.

## Imagini

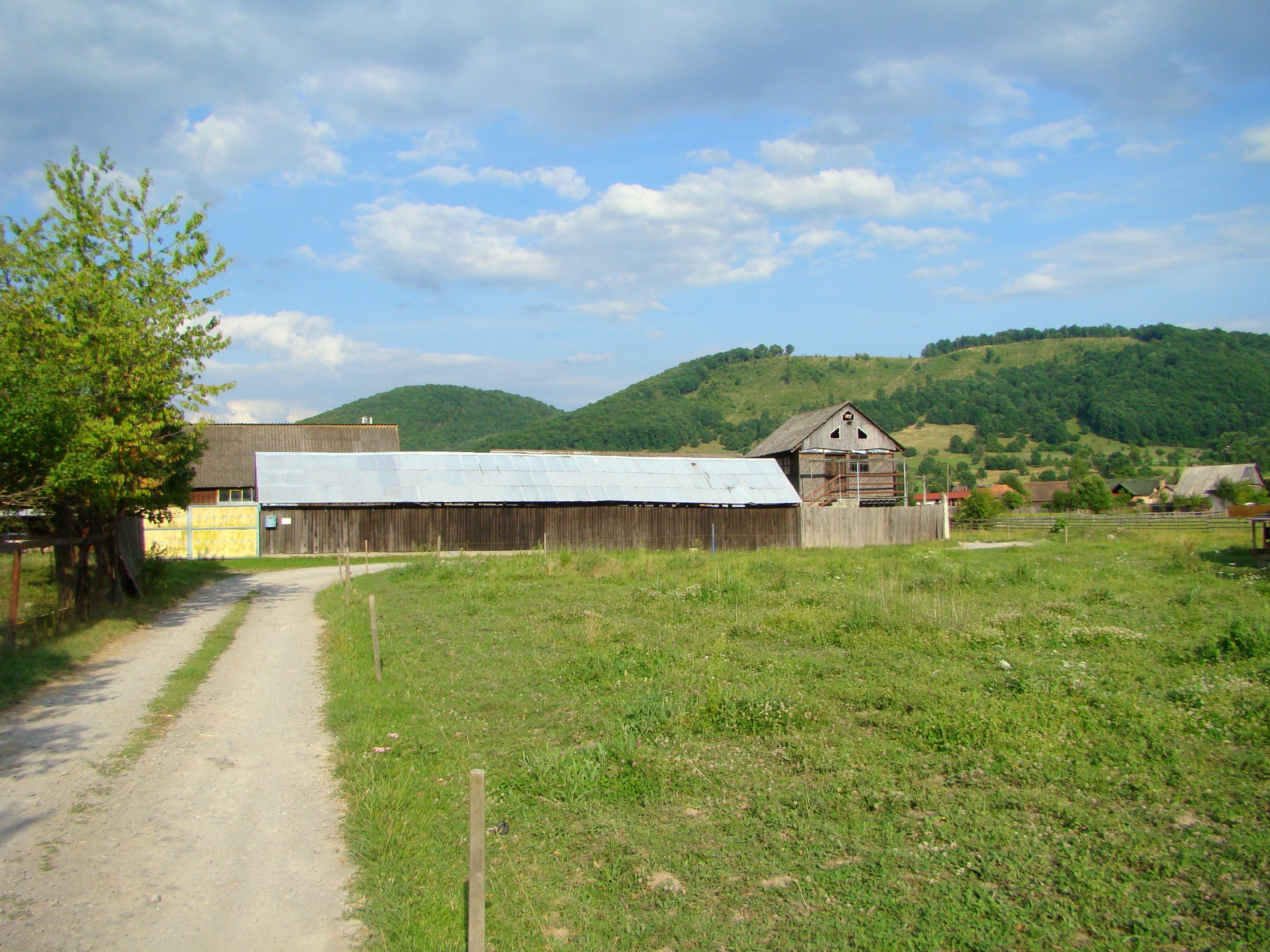
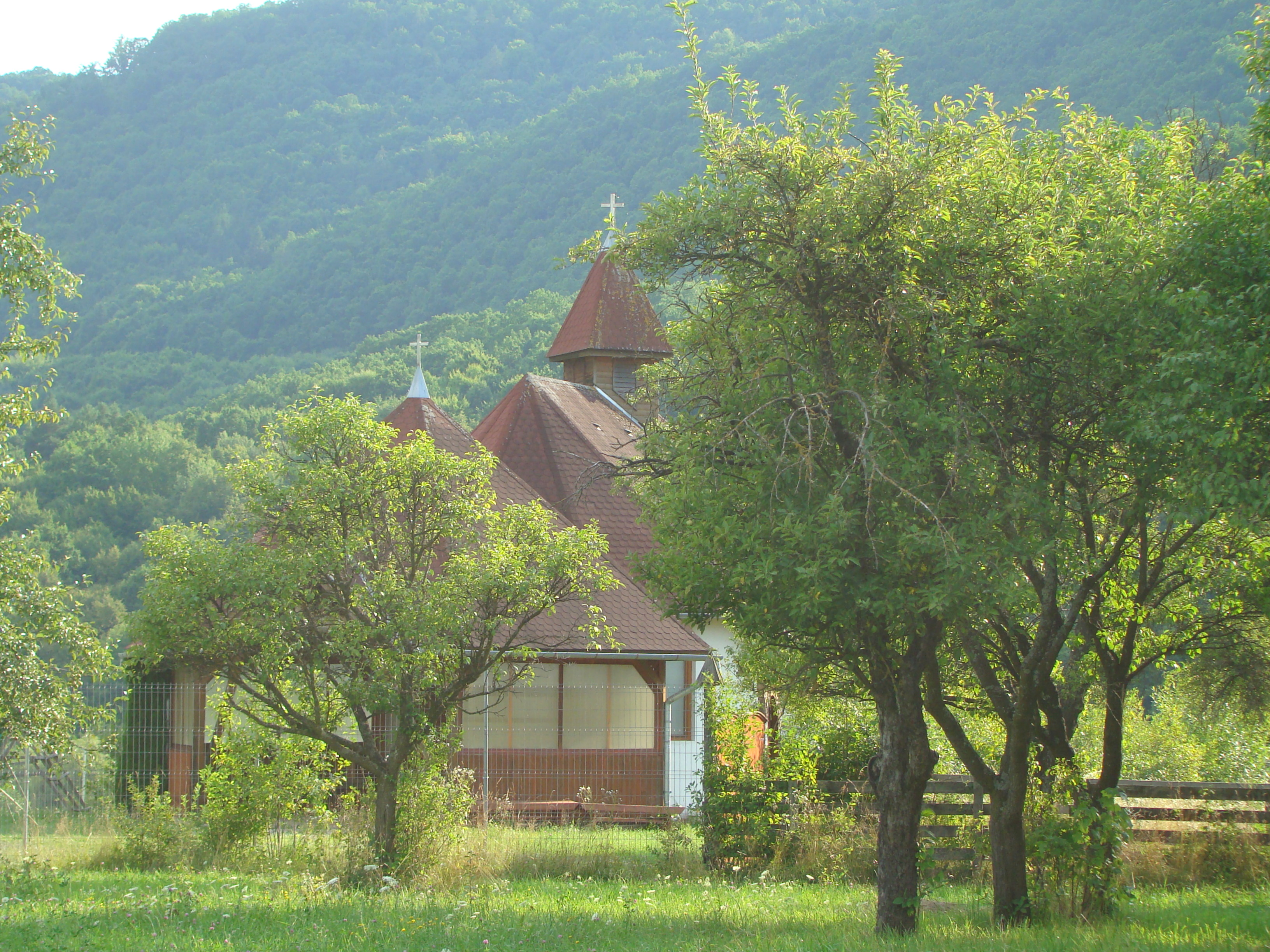
Capela catolică
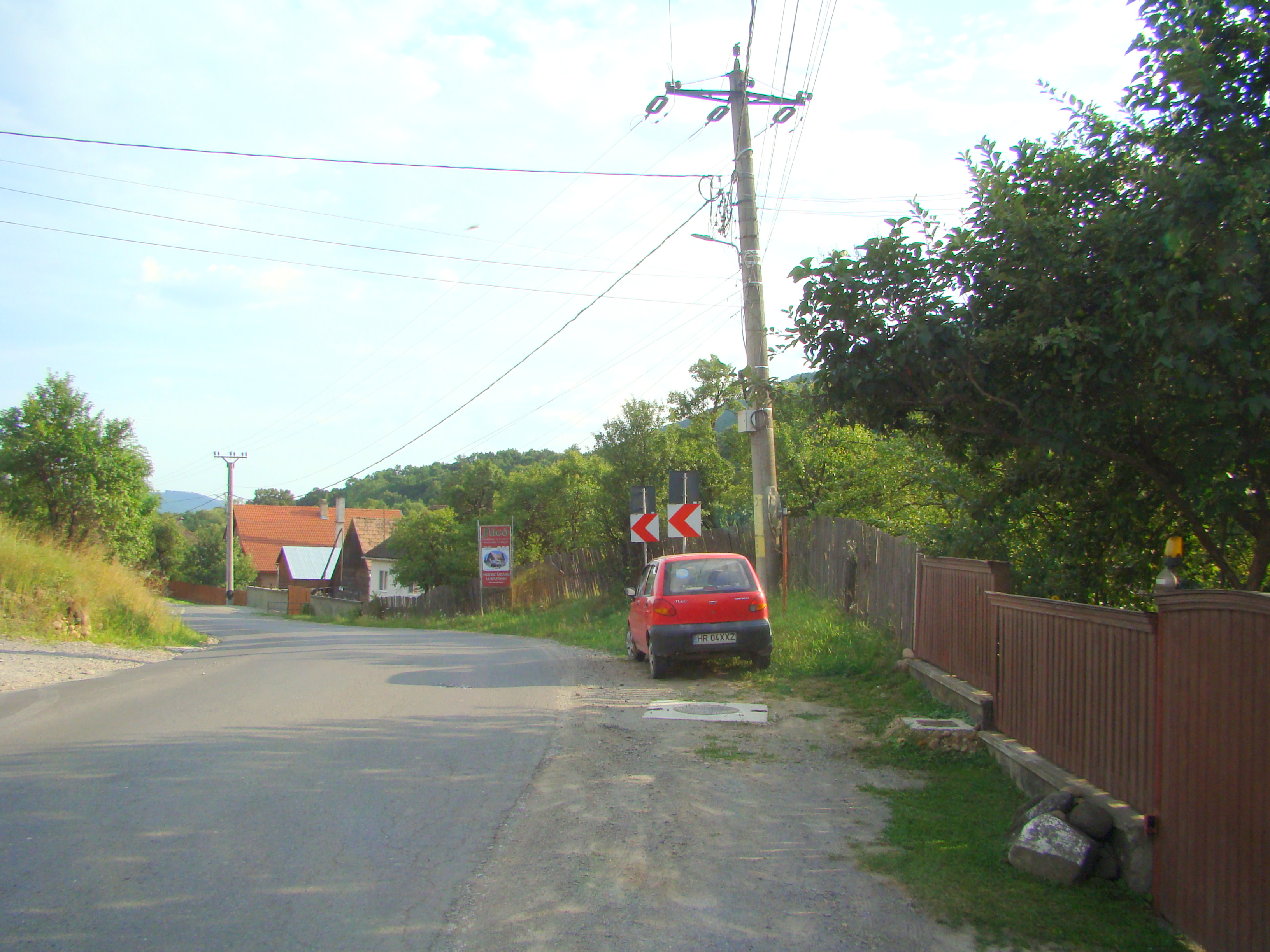
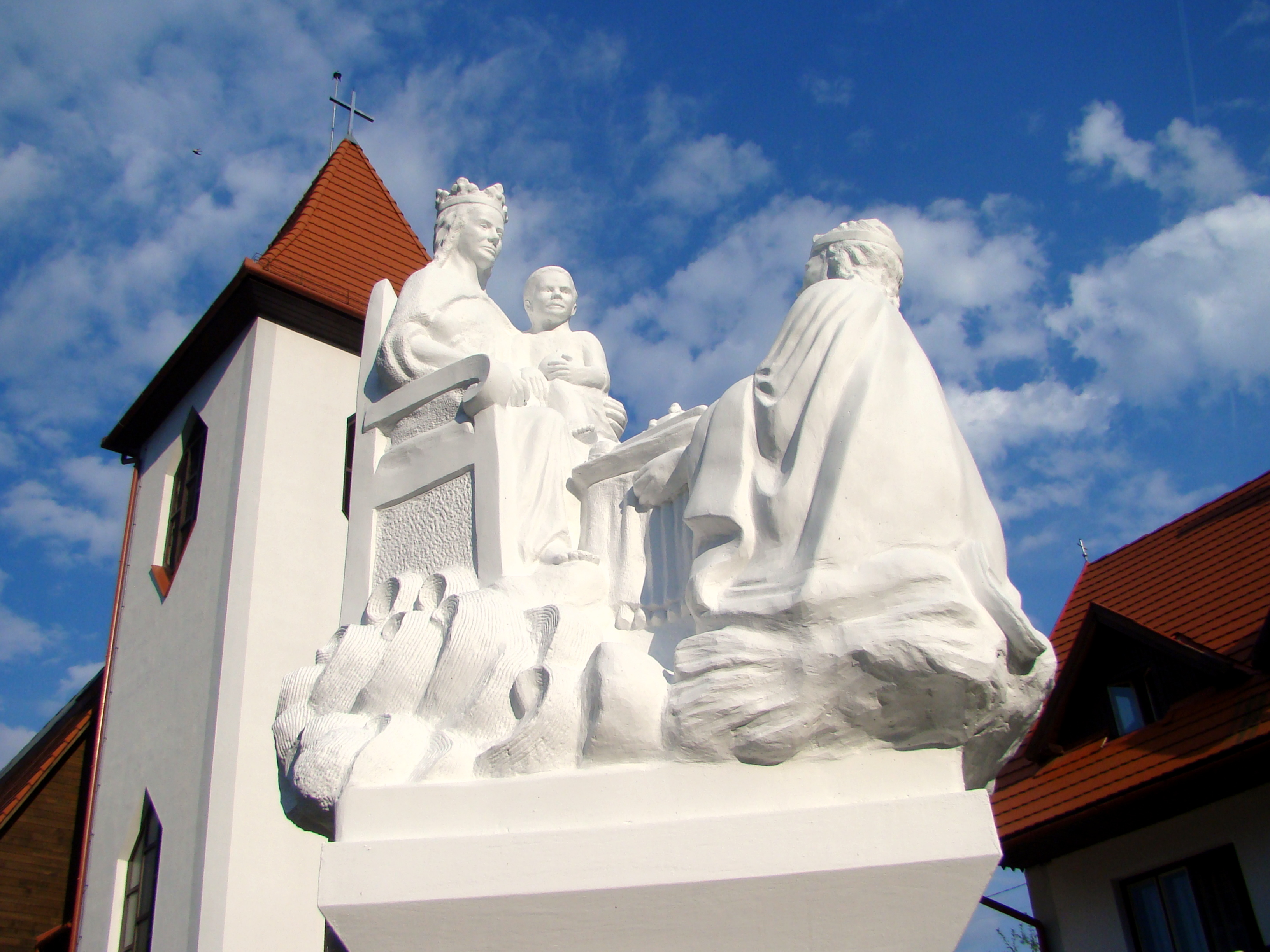
Szent István király („Sfântul rege Ștefan”)
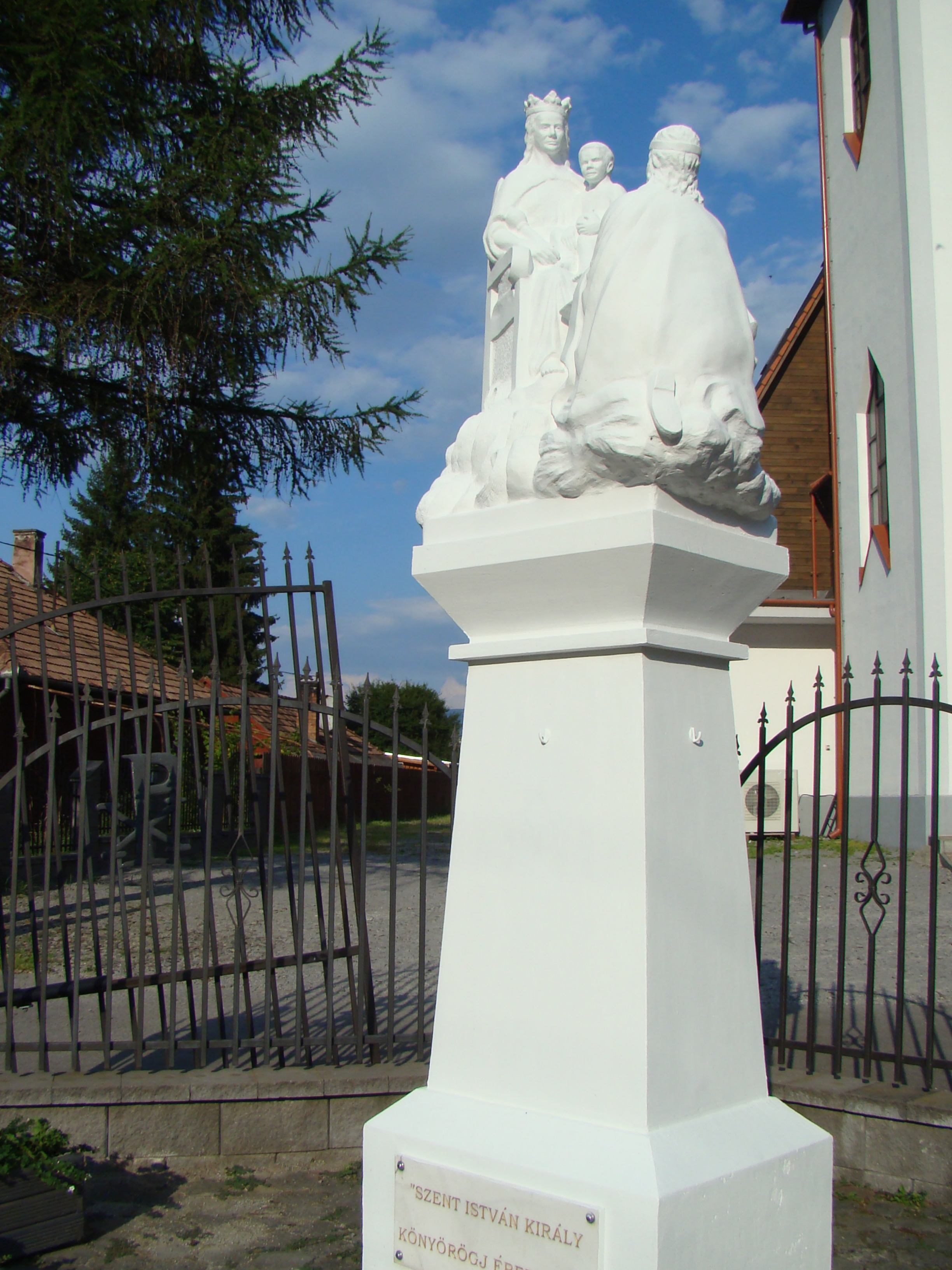
Szent István király („Sfântul rege Ștefan”)
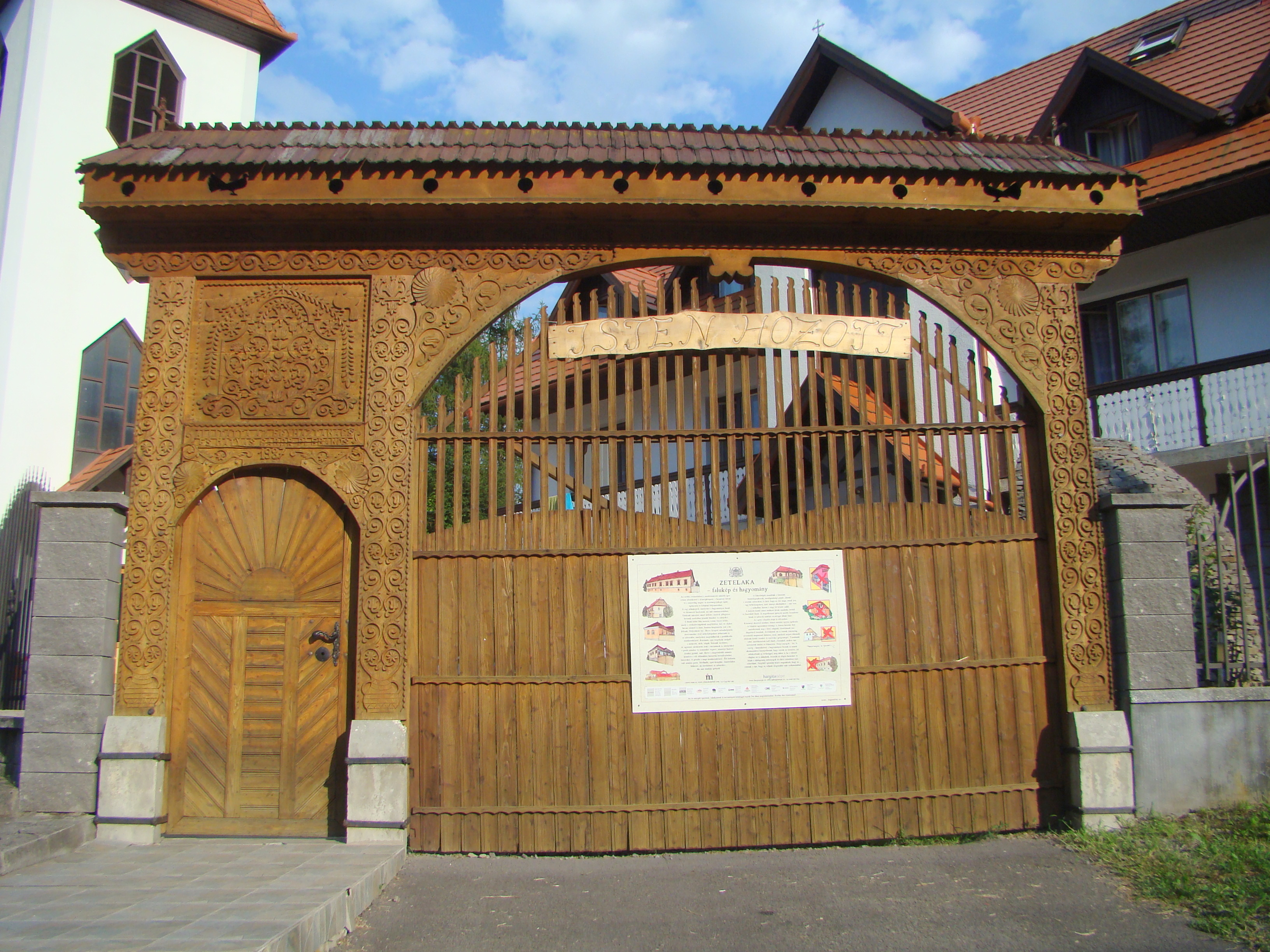
Poarta de lemn a bisericii catolice
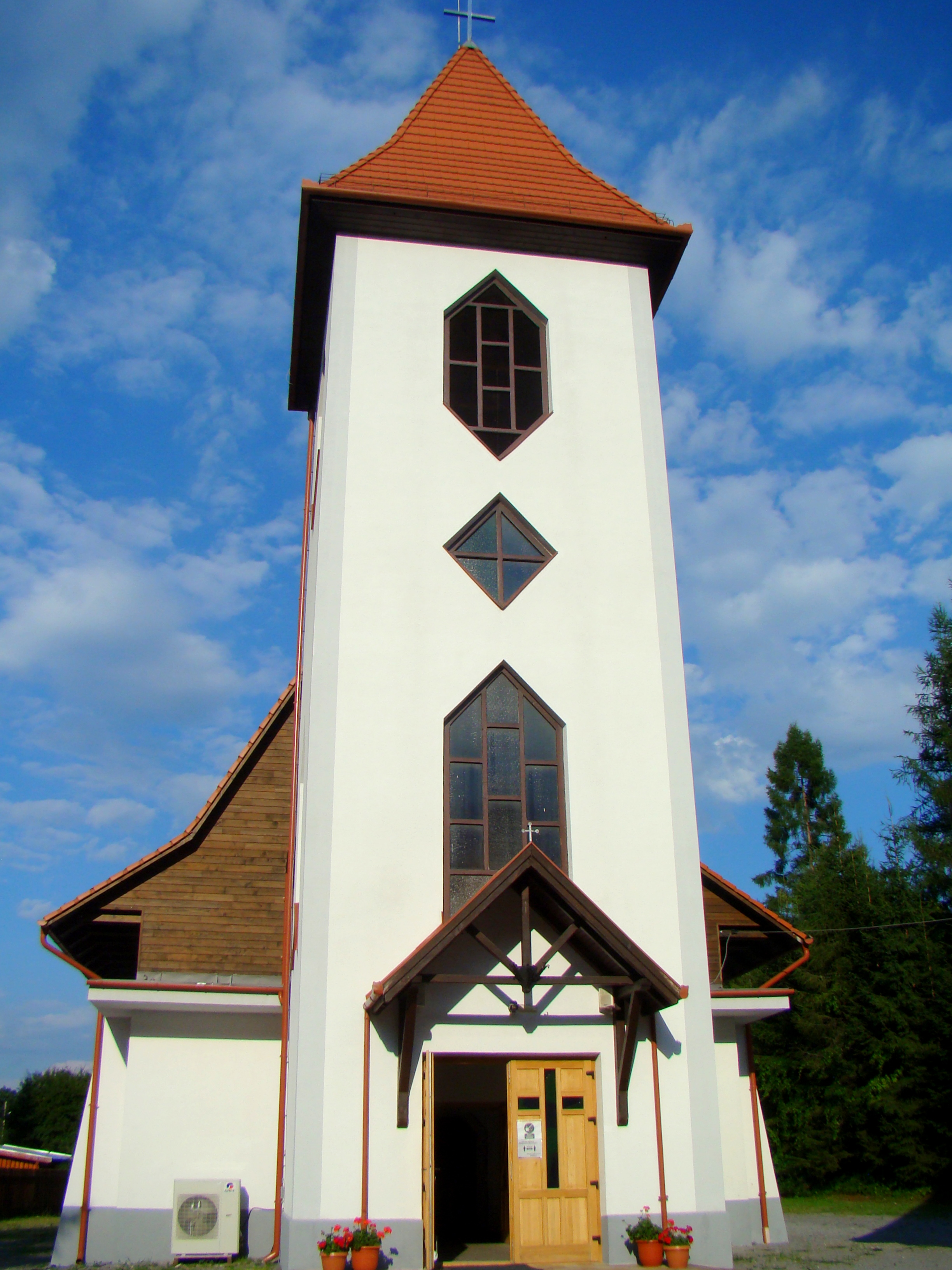
Biserica romano-catolică „Sfântul Iosif Muncitorul”
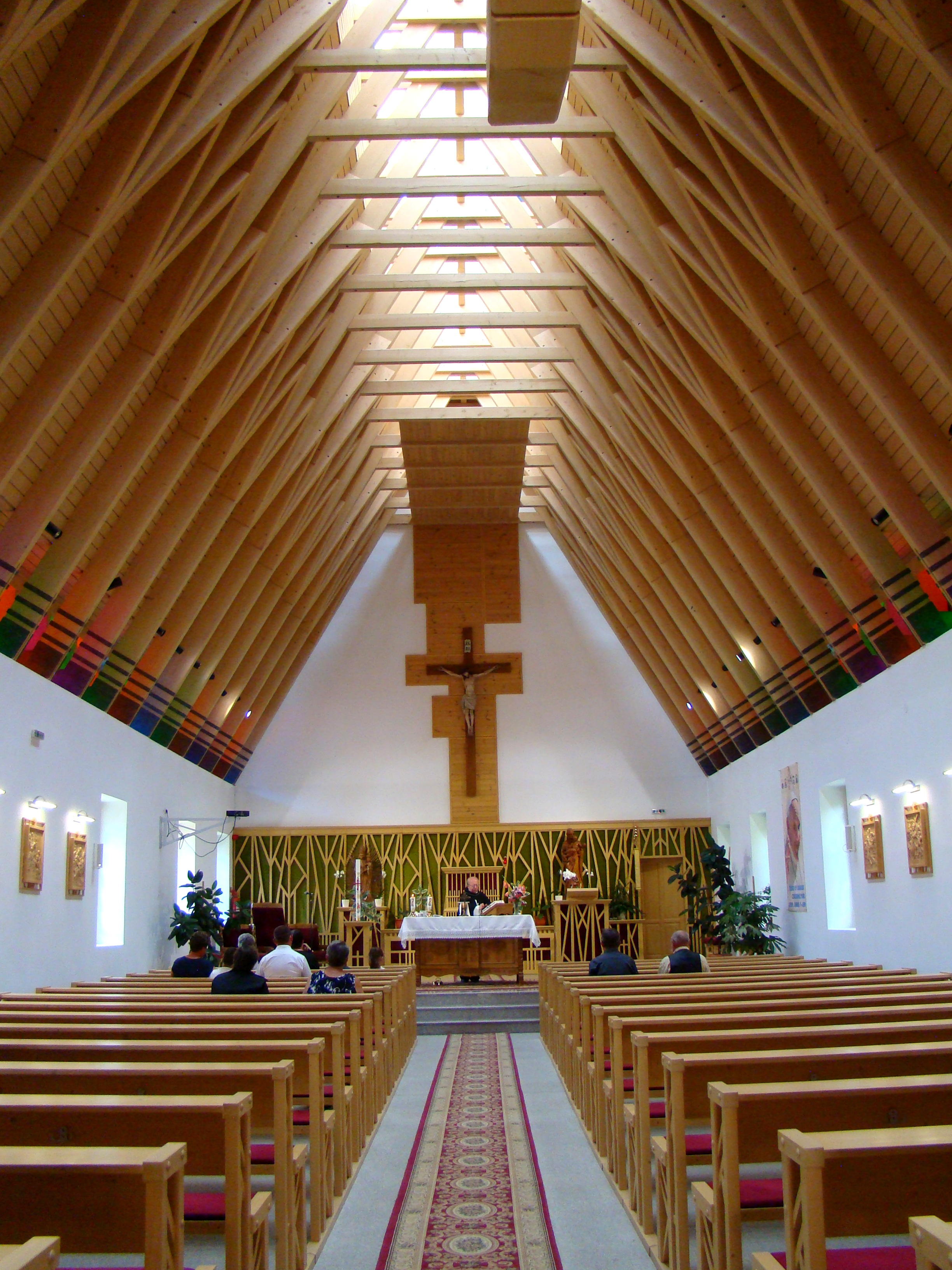
Nava spre altar
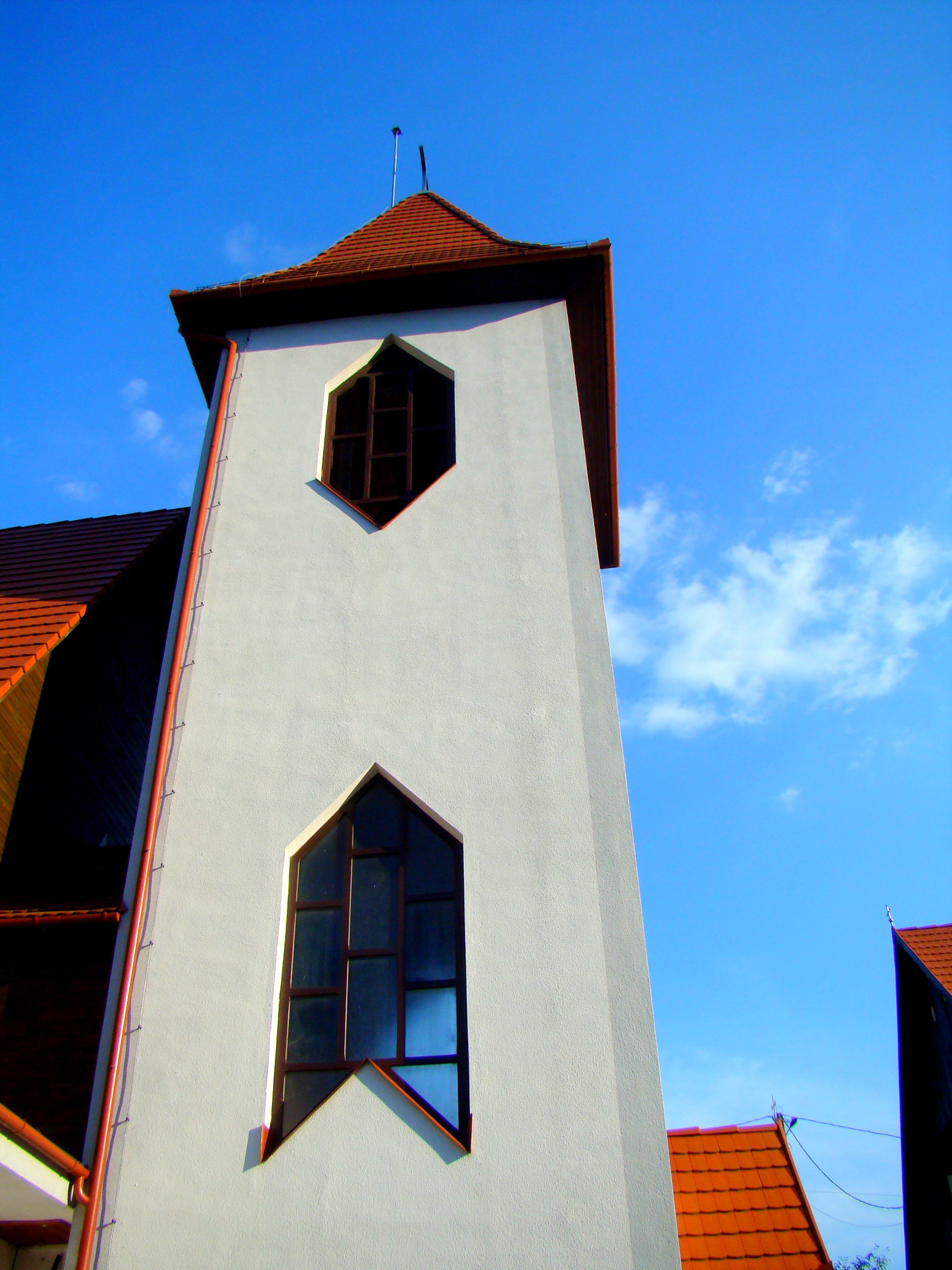
Turnul bisericii
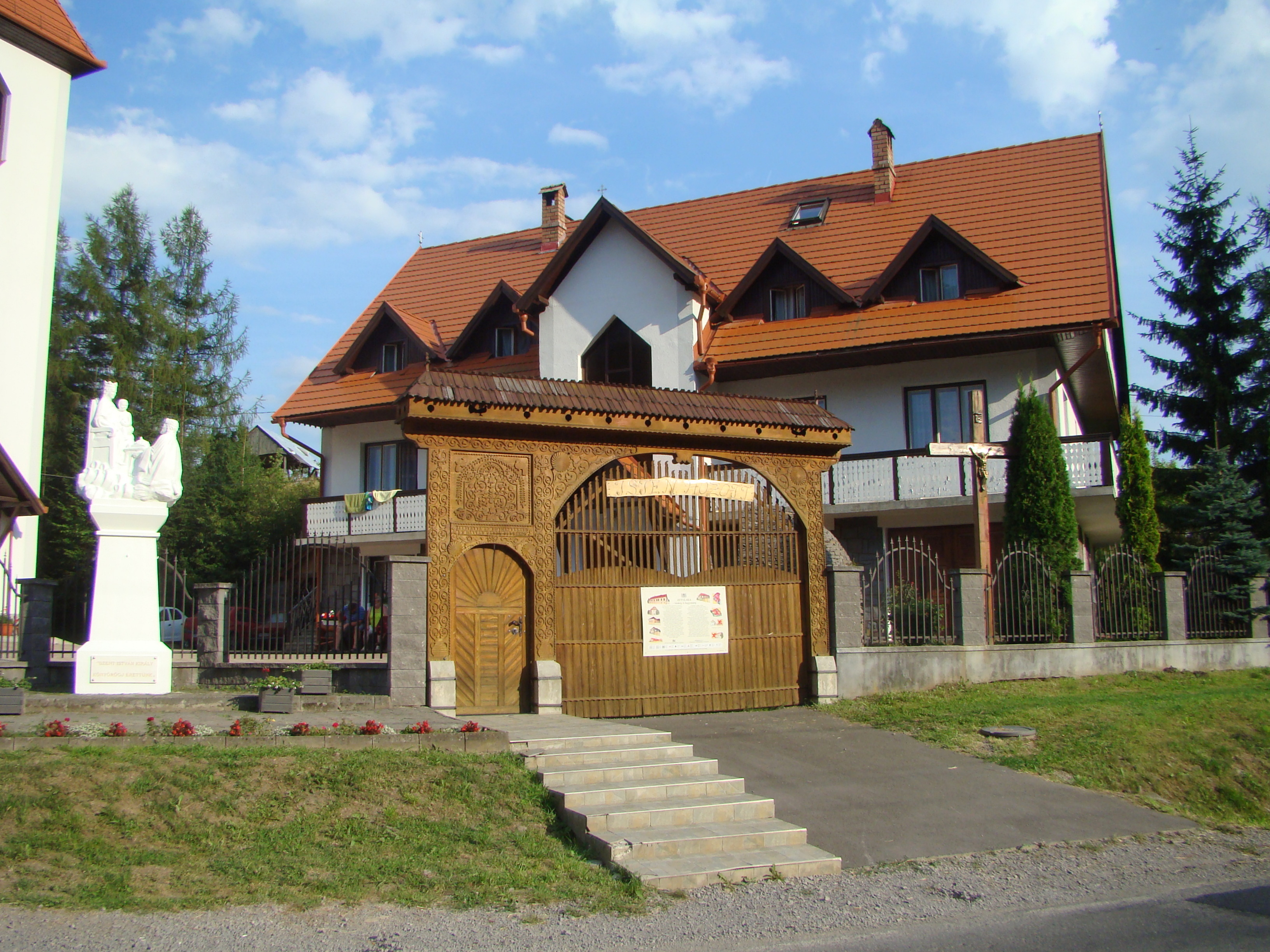
Casa parohială